# Еншьопинг
Еншьопинг (на шведски: Enköping, правопис по правилата за транскрипции до 1995 г. Енчьопинг) е град в източна централна Швеция, лен Упсала. Главен административен център на едноименната община Еншьопинг. Намира се на около 80 km на северозапад от столицата Стокхолм и на 45 km на югозапад от Упсала. Разстоянието от Еншьопинг до северния бряг на езерото Меларен е около 7 km. Основан е през 13 век. Жп възел. Населението на града е 21 121 жители според данни от преброяването през 2010 г.

## Спорт
Представителният футболен отбор на града се казва Еншьопингс СК. Дългогодишен участник е в Шведската лига Суперетан.

## Известни личности
Починали в Еншьопинг
- Арвид Аугуст Афзелиус (1785 – 1871), фолклорист